# Lasse Hjortnæs
Lasse Hjortnæs (født 15. oktober 1960 i København) er en dansk tidligere sejlsportsudøver, som vandt en lang række internationale mesterskaber i finnjolle. Civilt er han uddannet cand.merc. og har nu sin egen butikskæde, der sælger sportsudstyr.

## Sejlsportskarriere
Lasse Hjortnæs sejlede for Kongelig Dansk Yachtklub. Han vandt VM-guld i finnjolle i 1982, 1984 og 1985 samt EM-guld i 1981, 1982 og 1985. Han deltog i OL fire gange: 1980, 1984, 1988 og 2000, hvor hans bedste resultat var en femteplads ved legene i Seoul i 1988. I Moskva 1980 blev han nummer 13, i Los Angeles 1984 nummer 12 og i Sydney 2000 nummer 20.
Han blev i 1977 kåret til Årets Fund i dansk idræt, og han er optaget i finnjollesejlernes Hall of Fame.
Efter afslutningen af sin karriere har Hjortnæs på motionsplan dyrket blandt andet bjergbestigning, skisport og cykling.

## Erhvervskarriere
Sideløbende med sportskarrieren erhvervede Lasse Hjortnæs sig en cand.merc., og han begyndte tidligt at beskæftige sig erhvervsmæssigt med sportstøjet. Fra 1978 importerede han sejlertøj fra USA, og fra 1982 fik han dansk agentur på et amerikansk tøjmærke. I midten af 1980'erne begyndte han at fremstille t-shirts. Dette udviklede sig, så han fra 1990 opbyggede en forretningskæde under eget navn. Kæden omfattede i 2002 femten butikker og solgte primært parallelimporterede mærkevarer.